# Stella Ball
Stella Ball es una deportista británica que compitió en ciclismo en la modalidad de pista. Ganó una medalla de plata en el Campeonato Mundial de Ciclismo en Pista de 1958, en la prueba de persecución individual.

## Medallero internacional
| Campeonato Mundial | Campeonato Mundial | Campeonato Mundial | Campeonato Mundial     |
| Año                | Lugar              | Medalla            | Competición            |
| ------------------ | ------------------ | ------------------ | ---------------------- |
| 1958               | París (Francia)    | Medalla de plata   | Persecución individual |